# Graphium encelades
Espèce
 Graphium encelades est une espèce de lépidoptères (papillons) de la famille des Papilionidae, de la sous-famille des  Papilioninae, du genre  Graphium, du sous-genre Graphium (Paranticopsis).

## Dénomination
Graphium (Paranticopsis) encelades a été décrit par le naturaliste français Jean-Baptiste Alphonse Dechauffour de Boisduval en 1836. La locatité type (TL) est donnée par cet auteur par erreur aux Moluques.

### Synonymie
- Papilio encelades (Rothschild, 1895)[2]
- Paranticopsis encelades

## Répartition
- Australasien et Indomalais ecozones.